# Kerlly Real
Kerlly Real   (Quito, 7 de novembre de 1998) de nom complet Kerlly Lizeth Real Carranza és una futbolista equatoriana que actualment juga al València Club de Futbol.

## Biografia
Als 8 anys va començar a jugar a futbol a equips de barri. Pel seu nivell, formà part de la selecció de Pichincha i la ESPE, formant part de la selecció de l'Equador als onze anys. També va formar part de l'equip de futbol de l'escola Fernández Madrid.
El 2013, amb 14 anys, va ser declarada com la millor esportista del torneig de futbol sala i també va ser part de la selecció de la modalitat. Va guanyar el campionat entre col·legis sub 18 amb l'equip del Fernández Madrid. Va marcar un total de 33 gols durant el torneig, convertint-se en la màxima golejadora.
Als 16 anys va formar part de la selecció tricolor en el mundial del Canadà 2015. La temporada 2017-2018, va ser fitxada pel Màlaga CF, debutant amb victòria en la golejada 8-1 davant el Daimiel Racing Club i aconseguint el títol de Segona Divisió en finalitzar la temporada.
Entre 2018 i 2020, va ser jugadora del Còrdova CF en la Segona Divisió. El juliol del 2020 va fitxar pel València Club de Futbol de la Primera Divisió, convertint-se en la primera jugadora de nacionalitat equatoriana a disputar la màxima categoria de futbol femení espanyol.